# Лучшее предложение
«Лучшее предложение» (итал. La migliore offerta, англ. The Best Offer) — итальянский психологический триллер режиссёра Джузеппе Торнаторе. Главные роли в фильме исполнили Джеффри Раш, Джим Стерджесс, Сильвия Хукс и Дональд Сазерленд. Премьера фильма состоялась 1 января 2013 года, в России лента вышла 1 августа того же года.
Фильм был назван своеобразным переосмыслением хичкоковского «Головокружения», и, несмотря на неоднозначное принятие картины кинопрессой, в целом фильм получил положительные отзывы критиков, которые в особенности отметили актёрскую игру Джеффри Раша.
Картина была удостоена множества наград и премий, в основном за операторскую и музыкальную работу.

## Сюжет
В фильме рассказывается об истории любви и обмана в мире дорогих художественных аукционов и антиквариата. Главным героем является управляющий известного аукционного дома Вёрджил Олдман (Джеффри Раш), стареющий мужчина, богатый и уважаемый, но несколько чопорный и эксцентричный. Но за видимыми манерами и престижем Олдмана существует длительная афера, в которой его друг Билли Уистлер (Дональд Сазерленд) помогает ему собрать большую частную коллекцию выдающихся портретов стоимостью в миллионы долларов. При этом сам Олдман выдаёт на аукционах эти работы-шедевры за имитацию других художников. Билли считает себя амбициозным художником, но Олдман не воспринимает того всерьёз.
В особняке одного клиента Вёрджил обнаружил заплесневелый обугленный кусок дерева. Профессиональные реставраторы обнаруживают картину под слоем угля. Как утверждает Вёрджил, это работа копиистки XVI века Вивианте. Вёрджил отмечает, что все фальсификаторы хотят немного изменить оригинал, что раскрывает собственные художественные чувства фальсификаторов. На аукционе картина продаётся за 90 тысяч фунтов стерлингов, но после того, как Вёрджил говорит, что на самом деле она стоила около восьми миллионов фунтов стерлингов, Билли покупает картину для Вёрджила у её первоначального покупателя за 250 тысяч фунтов стерлингов.
Олдмана нанимает таинственная молодая наследница Клэр Иббетсон (Сильвия Хукс), чтобы продать с аукциона большую коллекцию предметов искусства и антиквариата, которые достались ей после смерти родителей и хранятся на старой, пришедшей в упадок вилле. Живущая на вилле Клэр всегда отказывается общаться лично, страдает от серьёзной агорафобии и никогда не покидает свою комнату. Вскоре Вёрджил, пожизненный холостяк, привыкший к затворничеству Клэр, понимает, что влюбился в неё.
Способный молодой мастер Роберт (Джим Стерджесс) помогает Олдману восстановить и собрать некоторые странные механические детали, которые тот находит среди вещей Клэр, на которых стоит клеймо знаменитого изобретателя XVIII века Вокансона, а также даёт ему советы о том, как подружиться с Клэр и как справиться со своими чувствами к ней.
Олдман начинает отношения с Иббетсон. На склоне лет он впервые в жизни испытывает любовь и отдаётся чувствам, ставя под угрозу свою работу. По мере развития отношений Клэр преодолевает свой страх перед внешним миром, а Вёрджил откладывает свои перчатки, которые всегда носил. Молодая женщина сообщает главному герою, что агорафобия началась у неё после того, как на её глазах под колёсами автомобиля погиб её первый и единственный возлюбленный. Героиня собирается жить с Вёрджилом, который настолько доверяет хрупкой Клэр, что показывает ей свою тайную бесценную коллекцию женских портретов. Переполняясь эмоциями, Клэр говорит Вёрджилу, что, независимо от того, что может случиться, она любит его. По желанию возлюбленной главный герой прекращает распродажу предметов искусства из её виллы, хотя потратил немало усилий и средств для их реставрации и описи. Он также решает навсегда оставить свой доходный бизнес. Под действием нежданной поздней любви рациональный Вёрджил кардинально меняется, становясь человеком чувства.
После заключительного в своей карьере аукциона Вёрджил возвращается домой и обнаруживает, что вся его коллекция и Клэр исчезли. В хранилище находится автоматон, созданный из механических деталей, которые Вёрджил дал Роберту. Из автоматона звучит сообщение от Роберта, что в каждой подделке есть доля подлинности (эти слова любил повторять сам Вёрджил) и поэтому Роберт будет по-настоящему скучать по Вёрджилу. Вёрджил понимает, что он стал жертвой изощрённого мошенничества, совершённого Робертом, Клэр и Билли, но не может обратиться в полицию из-за незаконных способов, которыми собрал свою коллекцию, и из-за любви к Клэр. Настоящей Клэр и владелицей виллы оказывается женщина, проводящая время в кафе напротив и обладающая феноменальной памятью на числа. Она говорит Вёрджилу, что обычно сдаёт дом для киносъёмок и в этот раз его арендовал обходительный Роберт, а девушка, интересующая главного героя, появлялась на улице множество раз.
Через несколько месяцев лечения в психиатрической больнице после предательства Вёрджил отправляется в Прагу, где проводит время, сидя в ресторане, о котором когда-то говорила Клэр. Он сидит там и ждёт в одиночестве за столом, размышляя, правду ли говорила Клэр, когда сказала, что всегда будет любить Вёрджила. Интерьер ресторана, посетители которого — влюблённые пары, оформлен часами и шестерёнками и напоминает об автоматоне, что представляет собой метафору: мир механистичен, люди в нём прагматичны и не способны к жертвенной любви.

## В ролях
| Актёр             | Роль                  |
| ----------------- | --------------------- |
| Джеффри Раш       | Вёрджил Олдман        |
| Джим Стёрджесс    | Роберт                |
| Сильвия Хукс      | Клэр Иббетсон         |
| Дональд Сазерленд | Билли Уистлер         |
| Филип Джексон     | Фред                  |
| Дермот Краули     | Ламберт               |
| Лия Кебеде        | Сара, девушка Роберта |
| Кайруна Стэймелл  | Клэр, карлица         |

## Создание
Сюжет был задуман Торнаторе за двадцать лет до выхода фильма и «отложен в долгий ящик». Малоизвестную за пределами Нидерландов Сильвию Хукс создатели картины приметили на Берлинском кинофестивале. Раша же Торнаторе позвал в проект во время написания сценария, так как думал только о нём в образе Вёрджила. Режиссёр назвал его «синтезом Марлона Брандо и Марчелло Мастроянни».
Съёмки начались в апреле 2012 года и проходили в ряде городов Италии (в том числе Триесте), а также в Вене и Праге.

## Анализ
Главная тема фильма — роль искусства и вымысла в человеческой жизни. «В каждой подделке есть доля подлинности», — утверждает герой Дж. Раша. Эта мысль подтверждается тем, что Олдман по ходу сюжета испытывает духовное перерождение, а это, по мнению Торнаторе, лучше всякого счастливого конца. Главный герой до самого окончания фильма остаётся в своём собственном мире и до последнего надеется на счастливое окончание истории.
Миру «нас возвышающего обмана» противопоставлен мир настоящий — невзрачный паб, в котором время от времени появляется главный герой, и карлица, одиноко сидящая у окна и считающая прохожих. Хотя женщина и владеет самыми достоверными фактами, так необходимыми герою, сухие цифры не приближают её к пониманию происходящего.
Мастерски поставленное, изумительно сыгранное Джеффри Рашем, с великолепной работой оператора и художников-декораторов — за это можно простить любые натяжки сценария.
Алекс Экслер, «Эхо Москвы»
Первые три четверти фильма время в нём движется строго линейно. Когда же Олдман обнаруживает пропажу картин, сцены его отчаяния начинают перемежаться с воспоминаниями о мимолётном счастье. Изменения претерпевает и место действия: обобщённый западноевропейский город сменяется в финале яркой самобытной Прагой, где Олдман посещает астрономические часы (Пражские куранты) и ресторан, о котором ему рассказывала Клэр.
Помимо многочисленных отсылок к произведениям изобразительного искусства, критики видят в «Лучшем предложении» неявные цитаты из фильмов «Афера», «Головокружение» и «Основной инстинкт».
Эпизод фильма, когда Вёрджил завязывает глаза девушке, в которую он влюбился (Клэр), и вводит её в свою галерею, можно рассматривать как намёк на «Красавицу и чудовище». Сам Вёрджил сравнивает себя с «Чудовищем», а Клэр с «Красавицей» в одном из эпизодов фильма (во время разговора с Билли в его доме).

## Отзывы и оценки
Фильм собрал, в основном, благосклонные и восторженные отзывы прессы и кинокритиков. Однако ряд авторов, отмечая сильные стороны кинокартины, отмечали, что её внешность отвлекает от внутренней пустоты. Российская кинопресса отзывалась о работе Торнаторе так:
- Михаил Трофименков сравнивает фильм с «Головокружением» Хичкока и лентами Романа Полански: «Едва ли не самый удачный фильм Джузеппе Торнаторе. … „Лучшее предложение“ не подделка, а виртуозный триллер, чья неумолимая, захватывающая неторопливость льёт бальзам на душу зрителя, исхлёстанного истерическим и как бы модным ритмом»[13].
- Евгений Ухов, Film.ru: «Триллер отходит в картине на второй план, когда за дело берётся такой актёр, как Джеффри Раш. Его бесподобная игра, великолепное режиссёрское чутьё, блистательная музыка и операторское совершенство делают фильм произведением искусства»[14].
- Милослав Чемоданов, The Village: «Сценарий изящен и небанален, а помещённый в центр истории Джеффри Раш получает очередной достойный повод продемонстрировать свой талант, поклонников которого становится всё больше с каждым фильмом»[15].

Однако не все кинокритики были столь очарованы фильмом, подмечая и его слабые стороны:
- Лидия Маслова, Коммерсантъ, отметила, что как одной из тем фильма является тема подделок и копий, так и сам фильм не до конца оригинален: «При достаточно развитом воображении и зритель может представить менее плоский фильм на месте картины Джузеппе Торнаторе, впаривающего простакам не совсем подлинное произведение киноискусства...»[16].
- Владимир Лященко, Газета.Ru: «Одиночество, образцово сыгранное Тони Сервилло у Соррентино, вызывало эмпатию, но сложно всерьез сопереживать карикатурному пенсионеру, которому бес ударил в ребро. Особенно когда Эннио Морриконе плотно аранжирует его душевные терзания назойливыми скрипками»[17].

Американский кинокритик Шила О'Мэлли отметила пышное исполнение, которое скрывает от зрителя, что фильм построен на клише, а его символизм преподносится грубо и назойливо. Свою рецензию она завершила следующим выводом:
В начале фильма Вёрджил говорит своему закадычному другу Билли, который является честолюбивым художником: «Любовь к искусству и умение держать кисть не делают художника». По мнению Вёрджила искусство делает его «внутренняя тайна». Хорошо поставленный, и великолепный на вид, «Лучшее предложение», тем не менее, полностью лишён «внутренней тайны». 

## Музыка
В фильме звучит музыка Эннио Морриконе. Использованы следующие композиции:
- Un Violino
- Volti E Fantasmi
- Cavea
- La Migliore Offerta

## Использованные в фильме репродукции известных картин
При съёмках фильма были использованы репродукции известных картин. В хранилище Олдмана, которое он периодически посещает строго единолично, не посвящая в это никого, находится большое количество женских портретов, составляющих его коллекцию, которую, по его словам, он собирал всю свою жизнь. Показанные здесь портреты являются репродукциями известных и легко узнаваемых мировых шедевров, находящихся в различных музеях мира, или имеют явное или отдалённое сходство с таковыми.
| Наиболее узнаваемые картины | Наиболее узнаваемые картины | Наиболее узнаваемые картины                          | Наиболее узнаваемые картины  | Наиболее узнаваемые картины | Наиболее узнаваемые картины | Наиболее узнаваемые картины                                                |
| Изображение                 | Автор                       | Название                                             | Дата создания                | Техника                     | Размеры (см)                | Местонахождение                                                            |
| --------------------------- | --------------------------- | ---------------------------------------------------- | ---------------------------- | --------------------------- | --------------------------- | -------------------------------------------------------------------------- |
|                             | Огюст Ренуар                | Портрет актрисы Жанны Самари                         | 1877                         | Холст, масло                | 56 x 47                     | Государственный музей изобразительных искусств имени А. С. Пушкина, Москва |
|                             | Огюст Ренуар                | Голова женщины                                       | Около 1876                   | Холст, масло                | 38,5 x 36                   | Эрмитаж, Санкт-Петербург                                                   |
|                             | Вильям Бугро                | «Волна»                                              | 1896                         | Холст, масло                | 121 x 160,5                 | В частной коллекции                                                        |
|                             | Франц Винтерхальтер         | Портрет императрицы Марии Александровны              | 1857                         | Холст, масло                | 120 x 95                    | Эрмитаж, Санкт-Петербург                                                   |
|                             | Франц Винтерхальтер         | Портрет графини Варвары Алексеевны Мусиной-Пушкиной  | После 1857                   | Холст, масло                | 147 x 112                   | Эрмитаж, Санкт-Петербург                                                   |
|                             | Франц Винтерхальтер         | Портрет Паулины фон Меттерних                        | 1860                         | Холст, масло                |                             | В частной коллекции                                                        |
|                             | Франц Винтерхальтер         | Портрет графини Софьи Замойской, урожденной Потоцкой | после 1870                   | Холст, масло                | 82 x 65,4                   | Польский национальный музей, Варшава                                       |
|                             | Алексис Гриму               | Девушка-пилигрим                                     | Между 1725 и 1726            | Холст, масло                | 82 x 64                     | Галерея Уффици, Флоренция                                                  |
|                             | Томас Гейнсборо             | «Дама в голубом»                                     | Конец 1770-х — начало 1780-х | Холст, масло                | 76 x 64                     | Эрмитаж, Санкт-Петербург                                                   |
|                             | Габриел Россетти            | «Дама у окна»                                        | 1879                         | Холст, масло                | 100,7 x 74                  | Гарвардский художественный музей (Fogg Museum)                             |
|                             | Ян Адам Круземан            | Портрет Катарины Анетты Фразер                       | 1834                         | Холст, масло                | 73 x 62                     | Рейксмюсеум, Амстердам                                                     |
|                             | Софонисба Ангвиссола        | Портрет Ангвиссолы в образе Минервы (автопортрет)    | Вторая половина 16 века      | Холст, масло                | 36 x 29                     | Пинакотека Брера, Милан                                                    |
|                             | Петрус Кристус              | Портрет девушки                                      | ок. 1470                     | Дубовая доска, масло        | 29 x 22,5                   | Берлинская картинная галерея                                               |
|                             | Андреа Соларио              | Дама с лютней                                        | Первая четверть 16 века      | Доска, масло                | 62,6 x 49,5                 | Палаццо Барберини, Рим                                                     |
|                             | Рафаэль                     | Донна Гравида                                        | Между 1505 и 1506            | Доска, масло                | 66 x 52                     | Палаццо Питти, Флоренция                                                   |
|                             | Рафаэль                     | Форнарина                                            | Между 1518 и 1519            | Доска, масло                | 85 x 60                     | Национальная галерея старинного искусства, Палаццо Барберини, Рим          |
|                             | Рафаэль                     | «Немая»                                              | 1507                         | Доска, масло                | 64 x 48                     | Национальная галерея Марке, Марке                                          |
|                             | Диего Веласкес              | Дама с веером                                        | 1635                         | Холст, масло                | 95 x 70                     | Собрание Уоллеса, Лондон                                                   |
|                             | Тициан                      | Иоланта                                              | Между 1515 и 1518            | Холст, масло                | 65 x 51                     | Музей истории искусств, Вена                                               |
|                             | Рубенс, Питер Пауль         | Женский портрет                                      | 1620-е                       | Холст, масло                | 97х68                       | Маурицхёйс, Гаага                                                          |
|                             | Ридель, Август              | Портрет Фелиции Берарди из Альбано                   | 1842                         | Холст, масло                | 75,2х61,2                   | Новая пинакотека, Мюнхен                                                   |

## Награды
| Награды и номинации                  | Награды и номинации                                   | Награды и номинации                       | Награды и номинации | Награды и номинации |
| Награда                              | Категория                                             | Номинант                                  | Результат           |                     |
| ------------------------------------ | ----------------------------------------------------- | ----------------------------------------- | ------------------- | ------------------- |
| 58-я премия «Давид ди Донателло»     | Лучший фильм                                          | Джузеппе Торнаторе                        | Победа              |                     |
| 58-я премия «Давид ди Донателло»     | Лучший режиссёр                                       | Джузеппе Торнаторе                        | Победа              |                     |
| 58-я премия «Давид ди Донателло»     | Лучший сценарий                                       | Джузеппе Торнаторе                        | Номинация           |                     |
| 58-я премия «Давид ди Донателло»     | Лучший продюсер                                       | Изабелла Кокуццо и Артуро Палья           | Номинация           |                     |
| 58-я премия «Давид ди Донателло»     | Лучшая операторская работа                            | Фабио Цамарион                            | Номинация           |                     |
| 58-я премия «Давид ди Донателло»     | Лучшая работа художника                               | Маурицио Сабатини и Раффаелла Джованнетти | Победа              |                     |
| 58-я премия «Давид ди Донателло»     | Лучшие костюмы                                        | Маурицио Милленотти                       | Победа              |                     |
| 58-я премия «Давид ди Донателло»     | Лучший грим                                           | Луиджи Роккетти                           | Номинация           |                     |
| 58-я премия «Давид ди Донателло»     | Лучший парикмахер                                     | Stefano Ceccarelli                        | Номинация           |                     |
| 58-я премия «Давид ди Донателло»     | Лучший монтаж                                         | Массимо Квалья                            | Номинация           |                     |
| 58-я премия «Давид ди Донателло»     | Лучший звук                                           | Джильберто Мартинелли                     | Номинация           |                     |
| 58-я премия «Давид ди Донателло»     | Лучшая музыка                                         | Эннио Морриконе                           | Победа              |                     |
| 58-я премия «Давид ди Донателло»     | Молодой Давид                                         | Джузеппе Торнаторе                        | Победа              |                     |
| 67-я «Серебряная лента»              | Лучший режиссёр                                       | Джузеппе Торнаторе                        | Победа              |                     |
| 67-я «Серебряная лента»              | Лучший продюсер                                       | Изабелла Кокуццо и Артуро Палья           | Победа              |                     |
| 67-я «Серебряная лента»              | Лучший сценарий                                       | Джузеппе Торнаторе                        | Номинация           |                     |
| 67-я «Серебряная лента»              | Лучшая операторская работа                            | Фабио Цамарион                            | Номинация           |                     |
| 67-я «Серебряная лента»              | Лучшая сценография                                    | Маурицио Сабатини и Раффаелла Джованнетти | Победа              |                     |
| 67-я «Серебряная лента»              | Лучшие костюмы                                        | Маурицио Милленотти                       | Победа              |                     |
| 67-я «Серебряная лента»              | Лучший монтаж                                         | Массимо Квалья                            | Победа              |                     |
| 67-я «Серебряная лента»              | Лучший звук                                           | Джильберто Мартинелли                     | Номинация           |                     |
| 67-я «Серебряная лента»              | Лучшая музыка                                         | Эннио Морриконе                           | Победа              |                     |
| 53-й «Итальянский золотой глобус»    | Лучшая операторская работа                            | Фабио Цамарион                            | Номинация           |                     |
| 53-й «Итальянский золотой глобус»    | Лучшая музыка                                         | Эннио Морриконе                           | Номинация           |                     |
| 26-я Премия Европейской киноакадемии | Лучший фильм                                          | Джузеппе Торнаторе                        | Номинация           |                     |
| 26-я Премия Европейской киноакадемии | Лучший режиссёр                                       | Джузеппе Торнаторе                        | Номинация           |                     |
| 26-я Премия Европейской киноакадемии | Лучший сценарист                                      | Джузеппе Торнаторе                        | Номинация           |                     |
| 26-я Премия Европейской киноакадемии | Лучший композитор                                     | Эннио Морриконе                           | Победа              |                     |
| 26-я Премия Европейской киноакадемии | Приз зрительских симпатий за лучший европейский фильм | Джузеппе Торнаторе                        | Номинация           |                     |

### Комментарии
1. ↑  Михаил Трофименков отмечает, что «в его имени отчётливо слышится: „старик-девственник“» (англ. Virgin Oldman)